# Lori (trdnjava)
Trdnjava Lori (armensko Լոռի բերդ, latinizirano: Lori berd) je armenska trdnjava iz 11. stoletja, ki se nahaja v bližini vasi Lori Berd v provinci Lori v severni  Armeniji. Trdnjavo je leta 1065 zgradil kralj David I. Anhogin, da bi služila kot prestolnica Kraljestva Tašir-Dzoraget. 
Trdnjava Lori je bila mesto, kjer je gruzijski kralj Jurij III. leta 1177 ujel in oblegal svojega uporniškega nečaka Demna Gruzijskega.
Trdnjavo je leta 1239 zavzel mongolski poveljnik Čagataj starejši.
Od leta 2024 potekajo obnovitvena dela za ohranitev trdnjave. Predvideva se, da bodo trajala nekaj let. Načrtuje se obnova obzidja trdnjave, dveh kopališč in meščanske hiše, ki je nekoč služila kot mošeja in nato kot cerkev.

## Opis in znamenitosti
Trdnjava je zgrajena iz črnega tufa na gorati planoti z nadmorsko višino 1490 metrov na sotočju rek Urut in Dzoraget. V trdnjavi je nekoč živelo približno 10.000 prebivalcev. V njej so naslednje zgradbe:

### Kopališči
V trdnjavi sta večje in manjše kopališče. Obe sta imeli kurilnico, kopalnico in garderobo. Imeli sta tudi kupolo, ki je služila za razsvetljavo in prezračevanje. Voda je dotekala po glinenih ceveh,  napeljanih skozi mestno obzidje. 

### Meščanska hiša
Ohranjena meščanska hiša ima tloris 14 x 12 metrov in pet vrat. Njen prvotni namen ostaja neznan, kasneje pa je bila preurejena v verski objekt, najprej v mošejo (v 14. in 15. stoletju) in nato v 18. stoletju v cerkev.
- Hačkar ob trdnjavi
- Obzidje
- Vhod v trdnjavo
- Ruševine armenske cerkve znotraj trdnjave
- Most, ki vodi v trdnjavo